# Ilmari Havu
Ilmari Havu (till 1906 Falck), född 29 juni 1895 i Viborg, död 4 augusti 1967 i Helsingfors, var en finländsk litteraturhistoriker och skolledare. 
Havu, som var son till vicepresident Gustaf Evert Havu och Anna Wallin, blev student 1913, filosofie kandidat 1916, filosofie licentiat 1921 och filosofie doktor 1923. Han var anställd vid Förlags Ab Otava 1924–1965, äldre lektor i historia vid Helsingfors finska lyceum 1937–1959, prorektor 1945–1957 och rektor 1957–1959. Han var tillförordnat skolråd 1943, 1944 och 1945. Han var ordförande i Läroverkslärarnas centralförbund 1957–1959, i delegationen för stiftelsen Zachris Topelius barndomshem 1963–1965. Han var redaktör för Pieni Tietosanakirja 1–3. upplagor, redaktionssekreterare för Iso Tietosanakirja och andre huvudredaktör för Otavan Iso Tietosanakirja. Han tilldelades professors titel 1965.